# Raunchy
Raunchy es una banda danesa  formada en 1994. Este grupo combina sonidos de metalcore y death metal melódico, fornido ayudado de elementos electrónicos propios del metal industrial con algunos toques de metal alternativo; su descubrimiento fue en 2002, cuando fueron la primera banda de metal danesa en firmar con Nuclear Blast Records, seguidos luego por Mnemic), que hizo muy suya la novedad.

## Miembros actuales
- Mike Semesky - Voz gutural & Vocalista (2013)
- Jesper Tilsted - guitarrista  (1994)
- Lars Christensen - guitarrista (1994)
- Jesper Kvist - Bajo (1994)
- Jeppe Christensen - teclados, Vocalista (2001)
- Morten Toft Hansen - batería (1994)

## Antiguos miembros
- Lars Vognstrup - Vocalista (1994–2004)
- Kasper Thomsen - Voz gutural & Vocalista (2004 - 2013)

## Álbumes de estudio
- Velvet Noise - 2001
- Decmberklar (EP) - 2004
- Confusion Bay - 2004
- Death Pop Romance - 2006
- Wasteland Discotheque - 2008
- A Discord Electric - 2010
- Vices.Virtues.Visions. - 2014

## Reediciones
- Velvet Noise Extended - 2007

## Videografía
| Año  | Título      | Director            |
| ---- | ----------- | ------------------- |
| 2004 | "Watch Out" | Anders Morgenthaler |
| 2008 | "Phantoms"  |                     |
| 2009 | "Warriors"  | Andreas Krohn       |